# Franciszek Gąsienica Groń

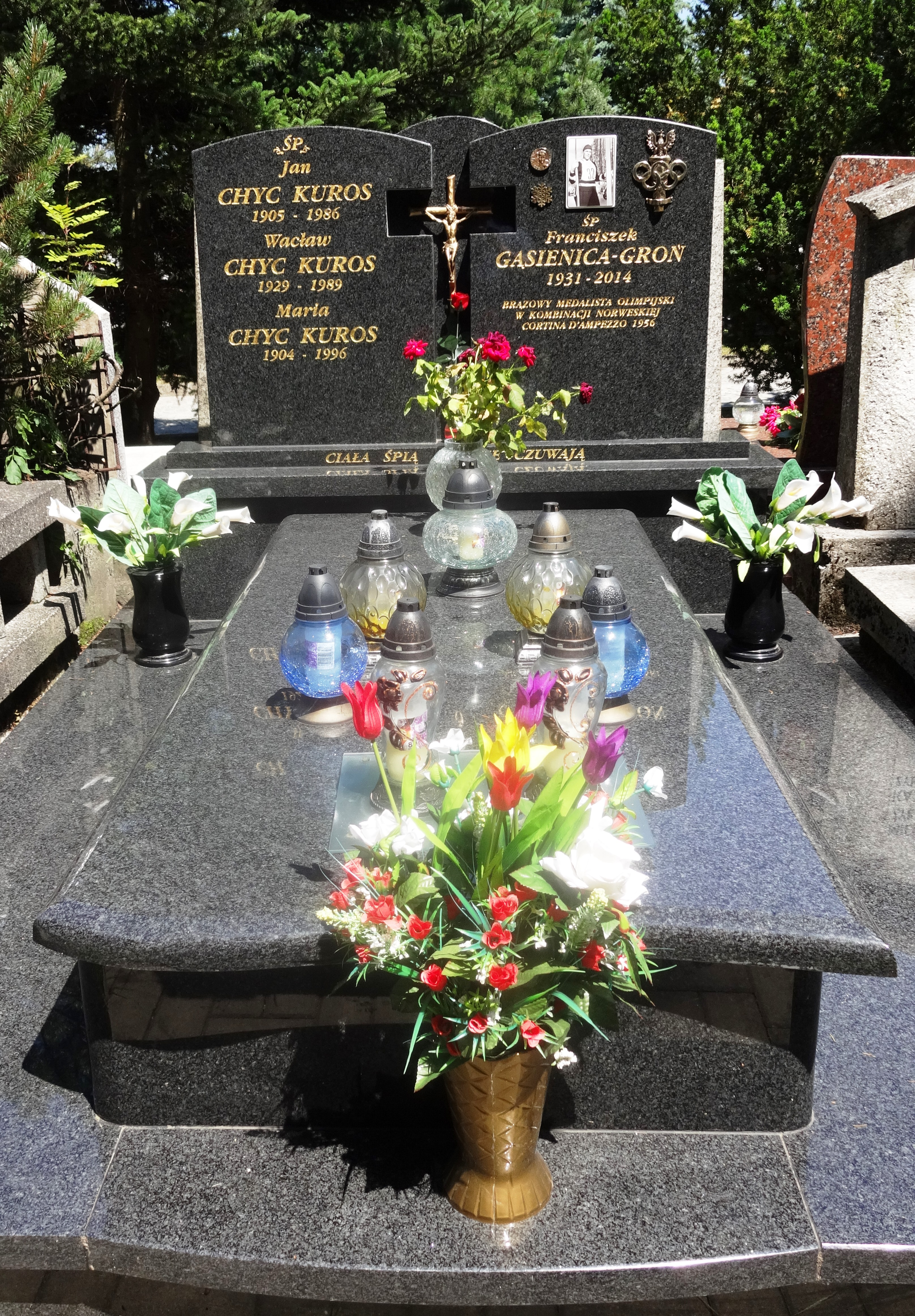
Grab von Franciszek Gąsienica Groń auf demgegenüber Friedhof von Zakopane

Franciszek Gąsienica Groń (* 30. September 1931 in Zakopane; † 31. Juli 2014 ebenda) war ein  polnischer Nordischer Kombinierer und zuletzt Trainer.

## Leben
Groń besuchte die Mittelschule in Zakopane und schloss 1952 das Gymnasium in Gliwice ab. Später studierte er an der Sporthochschule Breslau. Zu Beginn seiner sportlichen Karriere probierte er verschiedene Sportarten aus. Nachdem keine entsprechende Förderung durch die Offiziersschule zu erwarten war, bat er um seine Entlassung. Dabei traf er auf Marian Woyny-Orlewicza, welcher ihn zum Skispringen brachte.
1956 nahm Gąsienica Groń erstmals an den Olympischen Winterspielen teil, die in Cortina d’Ampezzo stattfanden. Für das polnische Olympiateam hatte er sich erst spät durch den Sieg bei einem Kombinationswettkampf in Les Brassus qualifiziert. In Cortina zeigte er beim Kombinationsspringen eine solide Leistung: Nach einem Sturz und zwei guten Sprüngen belegte er Rang zehn. Während des folgenden Langlaufs hielt er sich durchgängig auf dem siebten Rang, trat aber ansonsten kaum in Erscheinung. Dennoch erreichte er im Endklassement den dritten Platz mit wenigen Sekunden Rückstand auf den Zweiten, Bengt Eriksson. Aufgrund dieses überraschenden Ergebnisses wurde Gąsienica Groń nach dem Wettkampf als „Künstler der Kombinationsmathematik“ bezeichnet; die Bronzemedaille sei für den Neuling und Außenseiter „eine große Auszeichnung“. Zudem war Groń der erste Pole, der bei den Olympischen Winterspielen eine Medaille in einer nordischen Disziplin gewann und auch der einzige Sportler seines Landes, der bei den Spielen in Cortina unter die besten drei kam.
Groń war 1958 polnischer Meister in der Nordischen Kombination, 1956, 1957 und 1959 wurde er Vizemeister; 1957 zudem auch im Skispringen.
Ab 1965 war er als Trainer in der Nordischen Kombination aktiv und trainierte über 40 polnische Meister in den Nordischen Kombinationen, Springen, Skilanglauf und Staffel.
Er war der Großvater des ehemaligen Skispringers Tomasz Pochwała.